# Usa (municipiu)

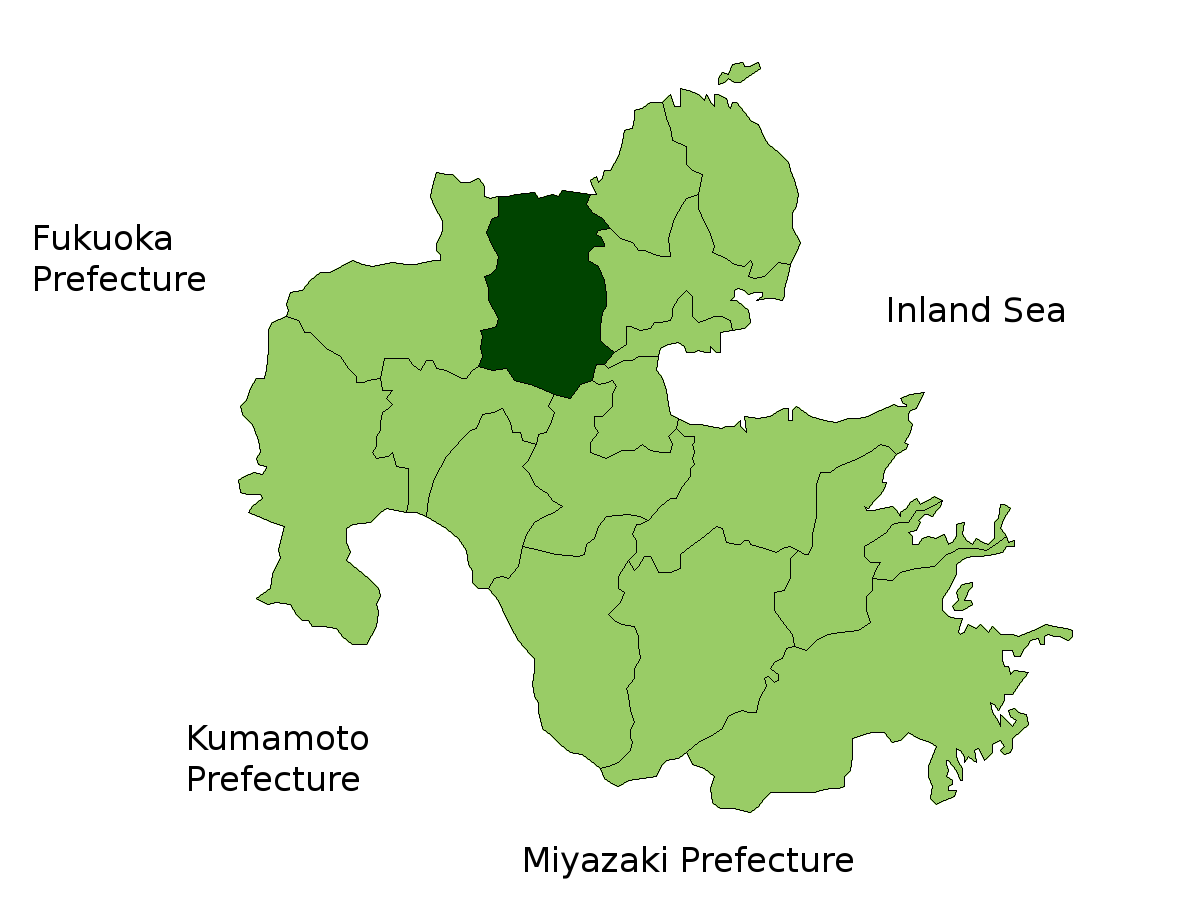

Usa (宇佐市 Usa-shi?) este un municipiu din Japonia, prefectura Ōita.